# Hermann Meiers Baldachin

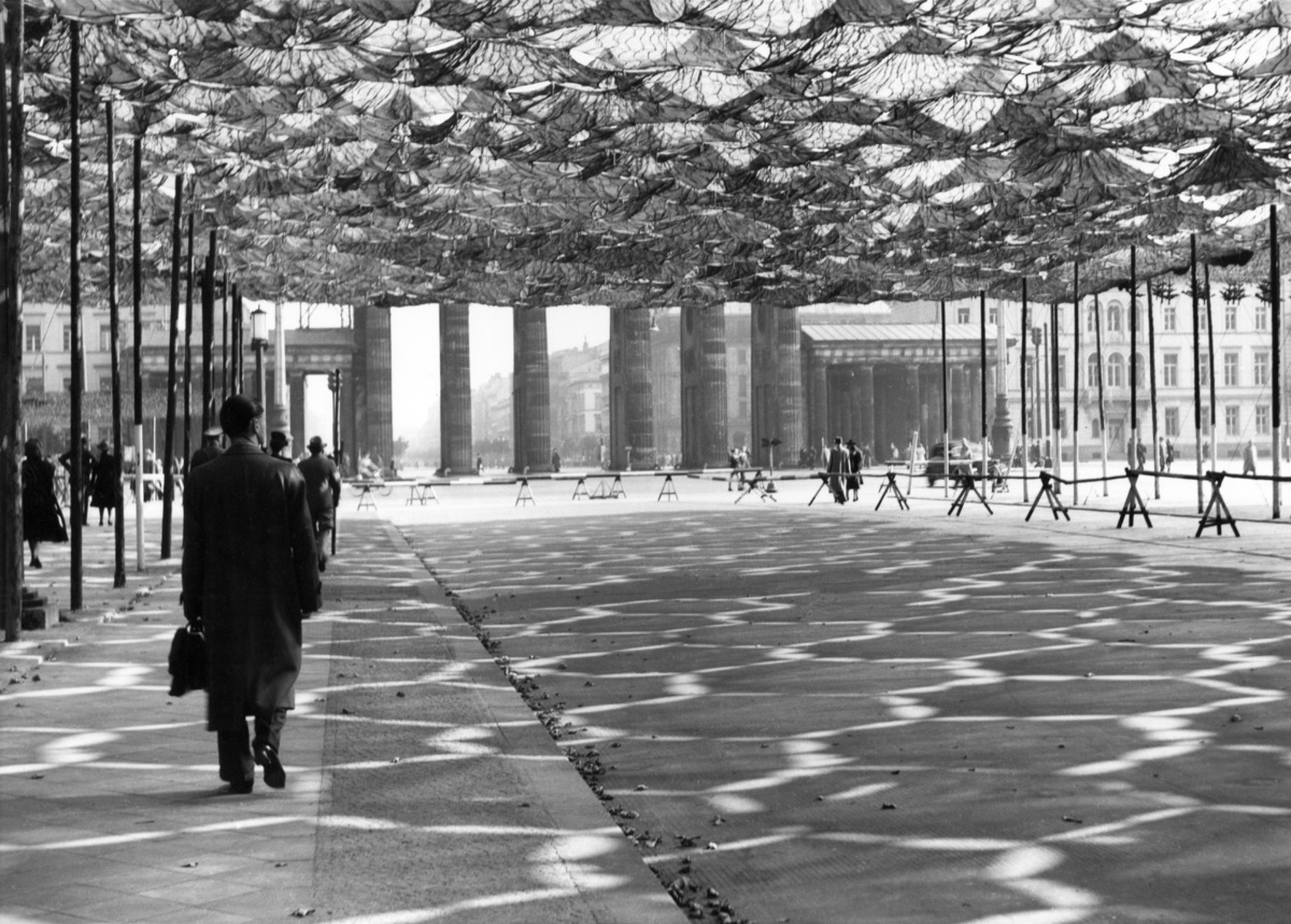
Berlin 1941: Charlottenburger Chaussee am Brandenburger Tor unter Tarnnetzen. Fotograf: Kurt Knauft

„Hermann Meiers Baldachin“ war die spöttische Bezeichnung, die der Berliner Volksmund den Luftschutz-Tarnnetzen gab, die im Jahr 1940 in Berlin-Tiergarten über der Charlottenburger Chaussee (Ost-West-Achse; heute: Straße des 17. Juni) aufgespannt wurden, um Militärflugzeugen bei den Luftangriffe der Alliierten auf Berlin die Orientierung zu erschweren.
An einigen Stellen wurden kleine Nadelbäumchen in dem Tarnnetz befestigt, um überfliegenden Flugzeugbesatzungen die Illusion zu vermitteln, sich nicht über einer der Hauptverkehrsachsen Berlins, sondern über einem Wald oder Park zu befinden.
Die Tarnaktion erwies sich bereits im darauffolgenden Winter als unpraktisch, da der Winterwind die Tarnnetze in Stücke riss und die Fetzen laut Augenzeugen sich in den Bäumen des Tiergartens verfingen.
Militärisch werden die Tarnnetze als weitgehend nutzlos eingeschätzt; vermutet wird, dass sie der Berliner Bevölkerung ein (trügerisches) Sicherheitsgefühl vermitteln sollten.
Die Bezeichnung als Hermann Meiers Baldachin rührt zum einen daher, dass die Tarnnetze den Passanten den Eindruck vermittelten, unter einem Baldachin zu gehen, zum anderen von einem in den 1940er Jahren bekannten Spottnamen für den Reichsluftmarschall Hermann Göring, dem die – nicht belegte – Aussage zugeschrieben wurde, er wolle Meier heißen, wenn auch nur ein einziger feindlicher Bomber über Deutschland erscheine. Auch wenn es eher unwahrscheinlich ist, dass Göring diese Äußerung tatsächlich gemacht hat, war doch zumindest diese Zuschreibung weithin bekannt; Joseph Goebbels erwähnt sie in seinem Tagebuch ebenso wie Victor Klemperer.
Auf dieselbe Göring zugeschriebene Äußerung ging auch die Spott-Bezeichnung für Luftschutz-Sirenen, die vor nahenden feindlichen Bombenflugzeugen warnen sollten, als „Hermann Meiers Waldhörner“ zurück – Göring war nicht nur Luftfahrtminister und Oberbefehlshaber der Luftwaffe, sondern auch Reichsjägermeister.

## Historisches Bildmaterial
- „Brandenburger Tor, von der Charlottenburger Chaussee aus gesehen, unter Tarnnetzen“, aus: Berliner Großstadtgeschichten, eingesehen am 17. November 2019, http://www.grossstadtgeschichten-berlin.de/items/show/143 . Dieses Foto des Tarnnetzes über der Charlottenburger Chaussee (der heutigen Straße des 17. Juni) am Platz vor dem Brandenburger Tor (heute: Platz des 18. März) von Kurt Knauft aus den Beständen des Landesarchiv Berlin, Bestand F Rep. 290 : 1975 (Kurt Knauft), ist abgedruckt in: Hans-Ulrich Thamer, „Berlin im Dritten Reich – Herrschaft und Alltag unter dem Hakenkreuz“, Elsengold-Verlag, Berlin 2014, S. 244/245.
- „Charlottenburger Chaussee“, aus: Berliner Großstadtgeschichten, eingesehen am 17. November 2019, http://www.grossstadtgeschichten-berlin.de/items/show/148 Quelle: Landesarchiv Berlin, F Rep. 290 (01) Nr. 0003892, Fotograf: Rudolf Steinhäuser
- Berlin, Ost-West-Achse / Tarnnetze, Berlin-Tiergarten, Ost-West-Achse (ehem. Charlottenburger Chaussee, heute Straße des 17. Juni). Tarnnetze über der Ost-West-Achse gegen Fliegerangriffe. Foto, um 1941 (Stefan Arczyński). Bildnummer: AKG55701, AKG Images, https://www.akg-images.de/archive/-2UMDHUWBQLS8.html
- Berlin, Brandenburger Tor, Tarnnetze, Berlin-Mitte, Brandenburger Tor. Ansicht von Westen mit Tarnnetzen über der Ost-West-Achse (Charlottenburger Chaussee) gegen Fliegerangriffe. Foto, um 1941 (Stefan Arczyński). Bildnummer: AKG54607, AKG Images https://www.akg-images.de/archive/-2UMDHUWDPG0U.html
- Eine weitere Fotografie der Tarnnetze über der Charlottenburger Chaussee, aus dem Archiv des Berliner Zeitungsverlags Ullstein, Berlin-Tempelhof, ist abgedruckt in: „Berliner Luft – Von Berlinern für alle Freunde Berlins“, gesammelt und notiert von Berlinern, Idee und Redaktion: Heinz Görz, Sigbert Mohn Verlag, Copyright: C. Bertelsmann Verlag, Gütersloh 1959, auf S. 49 – mit der folgenden Bildunterschrift: „»Hermann Meyers Baldachin« nannten die Berliner Görings Schutz- und Tarnnetze“.